# Лавослав Хорват
Лавослав Хорват (Вараждинске Топлице, 27. септембар 1901. — Нови Мароф, 4. октобар 1989), био је југословенски и хрватски архитекта, редовни члан Хрватске академије знаности и умјетности и ликовне групе „Земља”.
У Србији ће остати запамћен као један од најистакнутијих хрватских градитеља Београдa, како по броју тако и по значају архитектонских достигнућа, касних двадесетих и раних тридесетих година 20. века (раздобља у коме је Хорват дефинисао свој коначни и препознатљив архитектонски стил), и касних 1950-тих, као један од главних протагониста хрватске модерне.

## Живот и каријера
Рођен је 27. септембра 1901. у Вараждинским Топлицама у Аустроугарској, под именом Лавослав Кренеис, да би након усвајања од стране ковача Франциса Хорвата и његова супруге Славица, бабица која је присуствовала порођају, Лавослав добио презиме Хорват, које је задржао до краја живота.
Након што се 1906. године породица Хорват из Вараждинских Топлица преселила у Загреб, Лавослав је 1908. године уписао први разред јавне школе у Самостанској, данас Варшавској улици у Загребу, у којој је школовање успешно завршио 1913. године. Потом се од 191. до 1917. школовао у Краљевској I гимназији у Загребу. Након завршетка средње школе прекинуо је на годину дана даље школовање због периферне парализе живца лица, због које ће доживотно имати птозу очног капка левог ока.
Од 1918. до 1922. године изучавао је архитектуру на архитектонском одсеку Државне средње техничке школе у Загребу.
По окончању школовања, као млади сарадник, запослио се у архитектонском студију Рудолфа Лубинског у Палмотићевој 22, у Загребу, у коме је упознао архитекта Стјепана Планица, са којим ће бити везан доживотним пријатељством.
У јесен 1926. године, са четири године праксе у архитектури, Лавослав је био међу првим ученицима Школе за архитектуру Краљевске уметничке академије (КУА) код професора Драге Либера. Од 57 ученика Школе за архитектуру, само 18 студената је дипломирало у периоду од 1926. до 1943. Међу њима је био и Лавослав који је дипломирао 1935. године (након девет година студија), и стекао звање академског архитекте. Након што је Иван Мештровић изабран за ректора Краљевске уметничке школе, он је врло брзо у Лавославу Хорвату препознао уметнички таленат, занатску способност и добро познавање материјала, нарочито камена. Ценећи ове особине Мештровић повезује Лавослава Хорвата са Харолдом Билинићем, једним од његових најближих сарадника, са којим ће Лавослав активно радити током читаве своје каријере.
Од 1930. године Лавослав Хорват је самостално радио и стварао бројна архитектонска дела, како у бившоj Југославији тако и у иностранству.
По завршетку Другог светског рата, од 1945. године радио је у Министарству грађевинарства на обнови ратом порушених градова и насеља, а од 1946. године у Националном институту за градитељство и дизајн у Загребу на проблемима индустријске архитектуре.
У периоду 1954 — 1962. водио је пројектни биро Хорват-Билинић, а од 1962 — 1973. радио је на Институту за архитектуру и дизајн.
У Загребу је предавао на Факултету за архитектуру, грађевинарство и геодезију од 1948 до 1959. и на Академији ликовних умјетности у Загребу од 1958. до 1973.
Од 1951. године дописни је члан, а од 1963. редовни члан Хрватске академије знаности и умјетности.
Излагао је са групом „Земља”, као један од главних протагониста хрватске модерне. Истраживао је примену нових облика у специфичним географским условима и пејзажу, грађевинске материјале и аутентичне архитектонске вредности Далмације.
Познато је да је Лавослав радио и уметничка дела по нацртима и идејама Ивана Мештровића — Павиљон на Тргу жртава фашизма и никада завршену цркву Христа Краља у Трњу, Загреб.

### Награде
Добитник је следећих награда за животно дело:
- 1970. — Награде „Владимир Назор”
- 1974. — Награде „Виктор Ковачић”

### Најзначајнији пројекти
- 1929. — Окружни уред за осигурање радника у Београду (I награда)
- 1930-31. — Купалиште Бачвице у Сплиту
- 1930-31. — Бановинска болница у Сплиту
- 1931-32. — На Фирулама обитељске куће Чулић у Сплиту
- 1935-36. — Црква Госпе од Здравља у Добри у Сплиту
- 1931. — Доминиканска гимназија у Болу на Брачу
- 1932-33. — Купалиште плоче у Дубровнику 1935., Властита кућа на Тушканцу, Вијенац кбр. 6
- 1934-38. — Мештровићев Дом умјетности заједно с Харолдом Билинићем и З. Кавурићем.
- 1936. — Обитељска вила Б. Банца на Лападу
- 1946-73. — Творница и предионица конца „Далматинка” у Сињу
- 1947-48. — Творница вагона и локомотива „Ђуро Ђаковић” у Славонском Броду
- 1954-58. — Зграда Савезне индустријске коморе у Београду на Теразијама
- 1955-59. — Хотел Југославија у Новом Београду
- 1959-60. — Памучно-текстилни комбинат Бахр-Дар у Етиопији
- 1962-63. — ХЕ „Сплит” у Закучцу крај Омиша
- 1965-66. — Хотел „Белведере” у Медулину. Основна школа „Марин Држић” у Загребу у Трњу, Основна школа „Даворин Трстењак” у Загребу у Трњу

### Остали пројекти
Пројекти који су били на конкурсима:
- 1927. — Пројект за пошту и поштанску штедионицу у Скопљу (са Стјепаном Планићем; I награда)
- 1927. — Градска вијећница на Сушаку (III награда)
- 1930. — Банска палача у Новом Саду
- 1930. — Хотел „Лазарети” у Дубровнику (I награда)
- 1933. — Бурза рада у Сплиту (II награда)
- 1932. — Колонија вила у Строжанцу крај Сплита
- 1933. — Државна штампарија у Београду
- 1935. — Планинарски дом на Сљемену крај Загреба
- 1937. — Дом умјетности у Сплиту (с Харолдом Билинићем)
- 1939-40. — Регулациони план Дубровника
- 1947. — Пројекат за зграду Централног комитета Комунистичке партије Југославије, ЦК КПЈ, у Новом Београду (II награда)